# Miroslav Horňák
Miroslav Horňák (18. března 1931, Skalica – 4. června 1994, Bratislava) byl slovenský filmový scenárista, dramaturg a režisér. Byl významnou postavou období rozkvětu slovenské dokumentaristiky v letech 1955 až 1960. V sedmdesátých letech 20. století však jeho tvorba podlehla normalizačnímu tlaku a Miroslav Horňák se podílel na režii hraných titulů poplatných komunistické ideologii.

## Tvorba
Od druhé poloviny 50. let 20. století působil Miroslav Horňák ve „Studiu dokumentárních filmů“ (Štúdio dokumentárnych filmov) v ateliérech na Kolibě, kde zastával pozici vedoucího dramaturga. Byl duchovním otcem dokumentaristické skupiny, do které mimo jiné patřili i mladí absolventi FAMU v Praze Štefan Uher, Peter Solan a Martin Hollý ml. V roce 1959 byl z ideologických důvodů neostalinismu ze svého postu sesazen a na jeho místo nastoupili začínající Pavol Sýkora a Rudolf Urc.

### Dokumentární tvorba 60. let 20. století
Jako autor námětu a scénáře spolupracoval se Štefanem Uherem na třech jeho dokumentárních filmech. Prvním byl Uherův dokumentární debut Prvá brázda (První brázda, 1955), který se reportážním způsobem usiluje zachytit situaci slovenských přesídlenců v českém pohraničí. Spolupráce pokračovala filmem  Ľudia pod Vihorlatom (Lidé pod Vihorlatem, 1956), který je výpovědí o osudech lidí v zapadlé vesnici na východním Slovensku, o jejich všední a úmorné každodenní práci. Třetím, tematicky nejodvážnějším dílem Štefana Uhera a Miroslava Horňáka je film Tu kráčajú tragédie (Zde kráčí tragédie, 1957), otevírající tabuizované téma mladistvých delikventů. Zveřejnění filmu bylo považovalo za otevřenou kritiku politiky Komunistické strany Československa.
V roce 1960 přešel Miroslav Horňák na pozici režiséra ve svém díle Bez konca (spolupráce na námětu a scénáři Štefan Uher), který je ztvárněním tématu „člověk a práce“. Film rezignoval na přímočarou konstrukci vztahů slova a obrazu, funkci komentáře převzaly autentické ruchy, vyjadřující dynamiku úkonů skupiny dělníků při bezstykovém spojování kolejnic. Příběh je zatlačen do pozadí, minimum situací je inscenováno a zdůrazněno jsou reportážní prvky. Odpor proti ideologickým schématům doby zde vyústil v odmítnutí dramaturgického diktátu fabulace.
Po dokončení filmu Bez konca se Horňák autorsky na delší dobu odmlčel, až v roce 1968 režíroval experimentální Údolie večných karaván (Údolí věčných karavan). V této bezdialogové taneční pohádce se problémem stal nedostatek civilnosti pro autentickou poezii jako nezbytnou podmínku hodnoty pohádkového stylizovaného světa. Po neúspěšném přijetí filmu Horňák na experiment rezignoval. Rok 1969 znamenal návrat k dokumentu ve formě krátkometrážního filmu Dáma v čiernom (Dáma v černém). Tato černobílá metafora svobody a pocitu zrady patřila pro svůj „negativní obsah“ k filmům staženým z distribuce.

### Hraná tvorba 70. let 20. století
V období normalizace sedmdesátých let, které ukončilo slibný vývoj slovenské kinematografie a pro mladé novátorské tvůrce znamenaly pozastavení kariéry, režíroval Miroslav Horňák celkem čtyři tituly. Prvním byla Noc s mačkou (Noc s kočkou) z roku 1970, tragikomedie o náhodném setkání mladého muže s neznámou dívkou, vyprávění o lidských vztazích, důvěře a zklamání. Následovalo vojenské modelové drama Hľadači svetla (Hledači světla) z roku 1971, kde se skupina odsouzených a popravčí četa společně ocitnou v zavalené šachtě. Díky tlaku ideologie zůstal tento film zúžen pouze na schematickou ilustraci třídních pouček.
Titulem, který reprezentuje dobově příznačné snížení elementárních profesionálních kritérií v celé slovenské kinematografii, jsou Ohnivé križovatky (Ohnivé křižovatky) z roku 1974, na kterých Horňák spolupracoval se scenáristou Paľo Gejdošem. Pracovní tematika se zde stává příležitostí k oslavné ilustraci „vítězné cesty“ socialismu na východním Slovensku.
Posledním Horňákovým režijním počinem byl film Bludička z roku 1977, natočený ve spolupráci se scenáristou Ernestem Štricem. Film se vrací k roku 1968 i problémům emigrace, tuto naučnou moralitu o zvrácenosti kapitalismu se autoři neúspěšně snažili zatraktivnit detektivní zápletkou. Západ je zde představen jako umakartový svět plný umělého lesku, stejně neživý jako černobílé schematizované postavy.

### 80. léta 20. století
V osmdesátých letech Miroslav Horňák působil v dabingovém oddělení Bratislavského filmového studia.

## Dílo
výběr

### Scénáře
- 1955 – Prvá brázda
- 1956 – Ľudia pod Vihorlatom
- 1957 – Tu kráčajú tragédie
- 1962 – Baladická suita (spoluautor Tibor Vichta)

### Dokumentární film
- 1960 – Bez konca
- 1969 – Dáma v čiernom

### Hraný film
- 1968 – Údolie večných karaván
- 1970 – Noc s mačkou
- 1971 – Hľadači svetla
- 1974 – Ohnivé križovatky
- 1977 – Bludička

### Libreta
- 1967 – Peter a Lucia, opera Miroslava Bázlika
- 1984 – Traja kohúti, opera Milana Dubovského
- 1988 – Železná riava, opera Milana Dubovského